# Mellan dröm och verklighet
Mellan dröm och verklighet är den svenska popgruppen Ratatas sjätte studioalbum, utgivet den 10 februari 1987. Albumet toppade den svenska albumlistan.

## Låtförteckning
1. Se på mig nu – 5:23
2. Drömmar – 5:04
3. Så länge vi har varann – 4:38 (tillsammans med Anni-Frid Lyngstad)
4. Om du var här – 4:08
5. Du är min vän – 3:37
6. Se dig inte om (remix) – 3:42
7. Säg det igen – 3:57
8. (Du är) Det bästa som hänt mig – 3:20
9. Kom med mig – 2:45
10. Mellan dröm och verklighet – 0:34
11. Förlåt – 4:19

Text: Mauro Scocco. Musik: Mauro Scocco /Johan Ekelund utom 8. Scocco.

## Listplaceringar
| Lista (1987) | Topplacering |
| ------------ | ------------ |
| Sverige      | 1            |